# 見つめていたい
「見つめていたい」（原題: Every Breath You Take）は、イギリスのロックバンド、ポリスの楽曲である。1983年のアルバム『シンクロニシティー』からの第1弾シングルとしてリリースされて、イギリスにおいて4週連続、アメリカのビルボードにおいては8週連続1位になった。スティングは、1984年のグラミー賞において「見つめていたい」で最優秀楽曲賞と最優秀ポップ・デュオ/グループ（ヴォーカル入り）を獲得した。
『ローリング・ストーン』誌が選んだ「史上最高のロックソング500曲（The 500 Greatest Songs of All Time）」では84位、Billboard's All Time Top 100においては25位にランクインしている。
BMI調べによる「20世紀にアメリカのテレビやラジオで最もオンエアされた100曲」のランキングでは、15位にランクインされた。2012年12月28日にBBC Fourが放送した『ザ・リッチエスト・ソングス・イン・ザ・ワールド』 (The Richest Songs in the World) で、音楽著作権で史上最も稼いだ曲の第8位に選出された。

## 解説
元々は天使、親、もしくは親切な人々が、相手を思って見守っている、という意味であると思われてきた。また、恋人（別れた恋人）のことを見守っていたい、というラブソングだと解釈されることも多い。しかし、実際の英語歌詞の内容は「悪意を持って監視している人間」（いわゆるストーカー）を扱っている。モデルとなっているのは、スティングとフランシス・トメルティとの結婚生活の崩壊である。
デモ音楽は、シンセサイザーを使用していた。アンディー・サマーズがバルトーク・ベーラに影響されて作り出したギターパートは、この曲のトレードマークとなった。CDソフト化されているオリジナルの音源では、録音された実際の演奏より半音ほど音程が低くなっている。そのためライブではCDよりも少し高く聴こえる。ライヴ版が『ポリス・ライヴ』のディスク2（1983年11月、アトランタ録音）に収録されている。

## ミュージックビデオ
ゴドレイ&クレームが監督によるモノクロ撮影が賞賛されており、MTV（1999年）とVH1（2002年）は、今までで最も素晴らしいミュージックビデオの一つとしてこの曲のビデオの名前を挙げており、トップ100のリストでそれぞれ16位、33位とした。ダニエル・パールは このビデオでの仕事ぶりを評価され、MTV cinematography awardを獲得した。

## クレジット
- スティング - ベースギター、リード・ボーカル、ピアノ、シンセサイザー
- アンディー・サマーズ - ギター
- スチュワート・コープランド - ドラムス

## 収録曲

### 7インチ A&M / AM 117
1. 見つめていたい - 4:13
2. マーダー・バイ・ナンバーズ - 4:31

### 2枚組7インチ A&M / AM 117
1. 見つめていたい - 4:13
2. マーダー・バイ・ナンバーズ - 4:31

1. スーツケースの流れ者(ライヴ) - Man In A Suitcase(live) - 4:13
2. トゥルース・ヒッツ・エヴリバディ - Truth Hits Everyone (Remix)